# 羅斯蒙特 (加利福尼亞州)
羅斯蒙特（英語：Rosemont）是位於美國加利福尼亞州薩克拉門托縣的一個人口普查指定地區。

## 地理
羅斯蒙特的座標為38°32′58″N 121°21′22″W / 38.54944°N 121.35611°W，而該地最高點為海拔高度15米（即49英尺）。

## 人口
根據2010年美國人口普查的數據，羅斯蒙特的面積為11.264平方千米，均為陸地。當地共有人口22681人，而人口密度為每平方千米2,013人。